# St. Mauritius (Riedhausen)

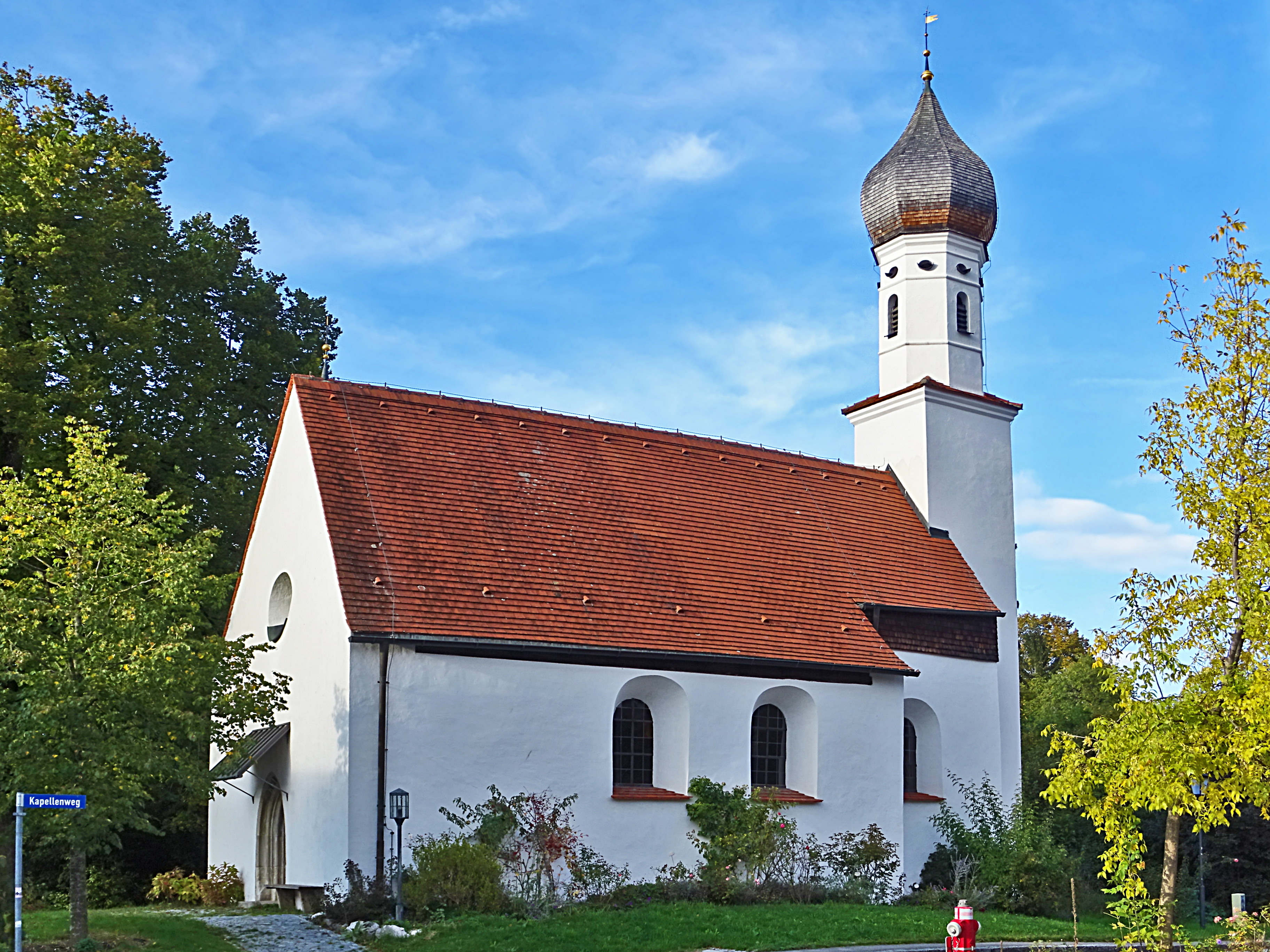
St. Mauritius von Süden

Die römisch-katholische Filialkirche St. Mauritius im Seehauser Gemeindeteil Riedhausen im oberbayerischen Landkreis Garmisch-Partenkirchen gehört als Teil der Pfarrei St. Michael in Seehausen zum Dekanat Benediktbeuern des Bistums Augsburg. Das Gotteshaus mit der Adresse Kapellenweg 1 steht unter Denkmalschutz.

## Geschichte
Die Geschichte der Riedhauser Kirche beginnt bereits mit der Ortsgründung um 850. Am damaligen Bau, der wohl unter dem Patrozinium der hl. Katharina von Alexandrien stand, führte eine Römerstraße vorbei. Um 940 brachte der Augsburger Bischof Ulrich von einer Wallfahrt Reliquien des hl. Mauritius mit. Wohl zu dieser Zeit kam die Kirche unter dessen Patrozinium.
Der heutige Kirchenbau stammt aus der zweiten Hälfte des 14. Jahrhunderts. Die Wandfresken, die teilweise nur noch fragmentarisch erhalten sind, wurden etwa 100 Jahre später angefertigt.

## Beschreibung und Ausstattung

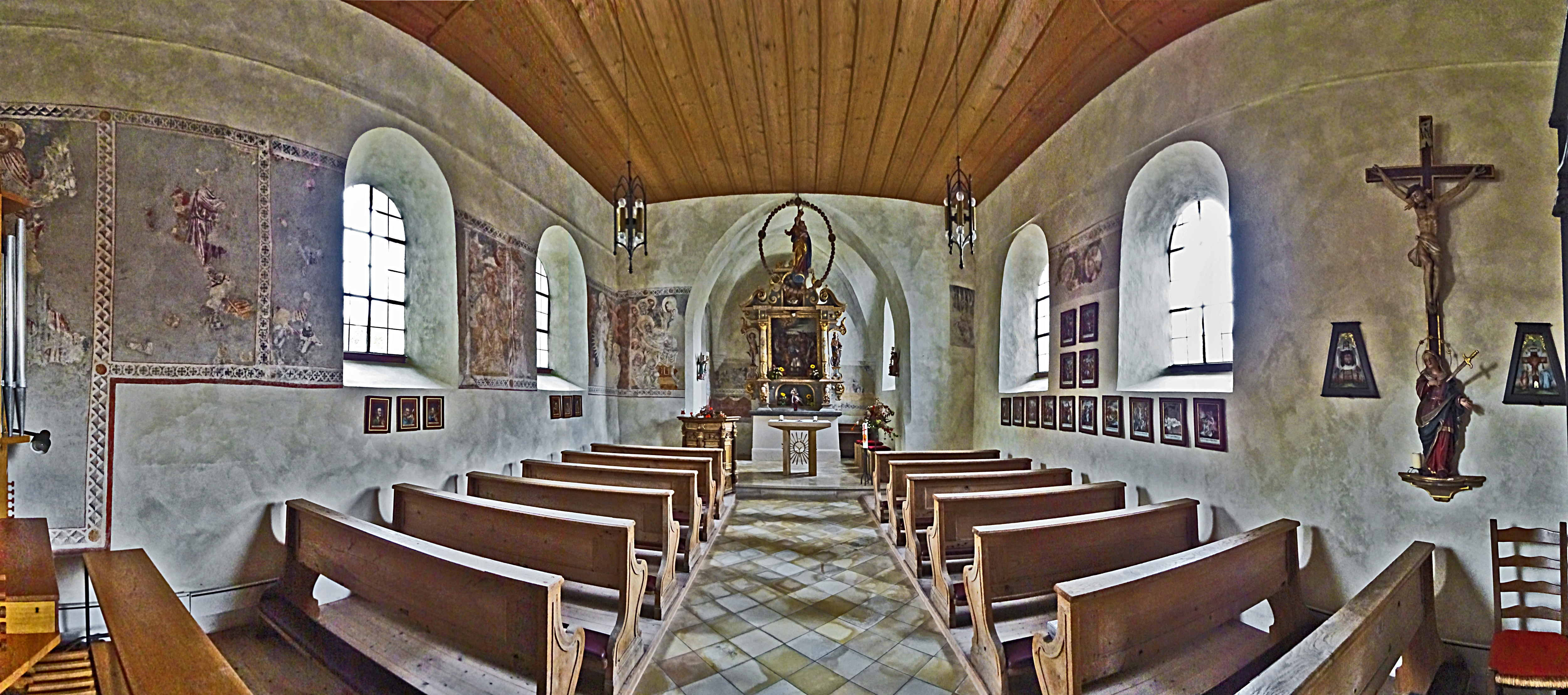
Panorama des Innenraums

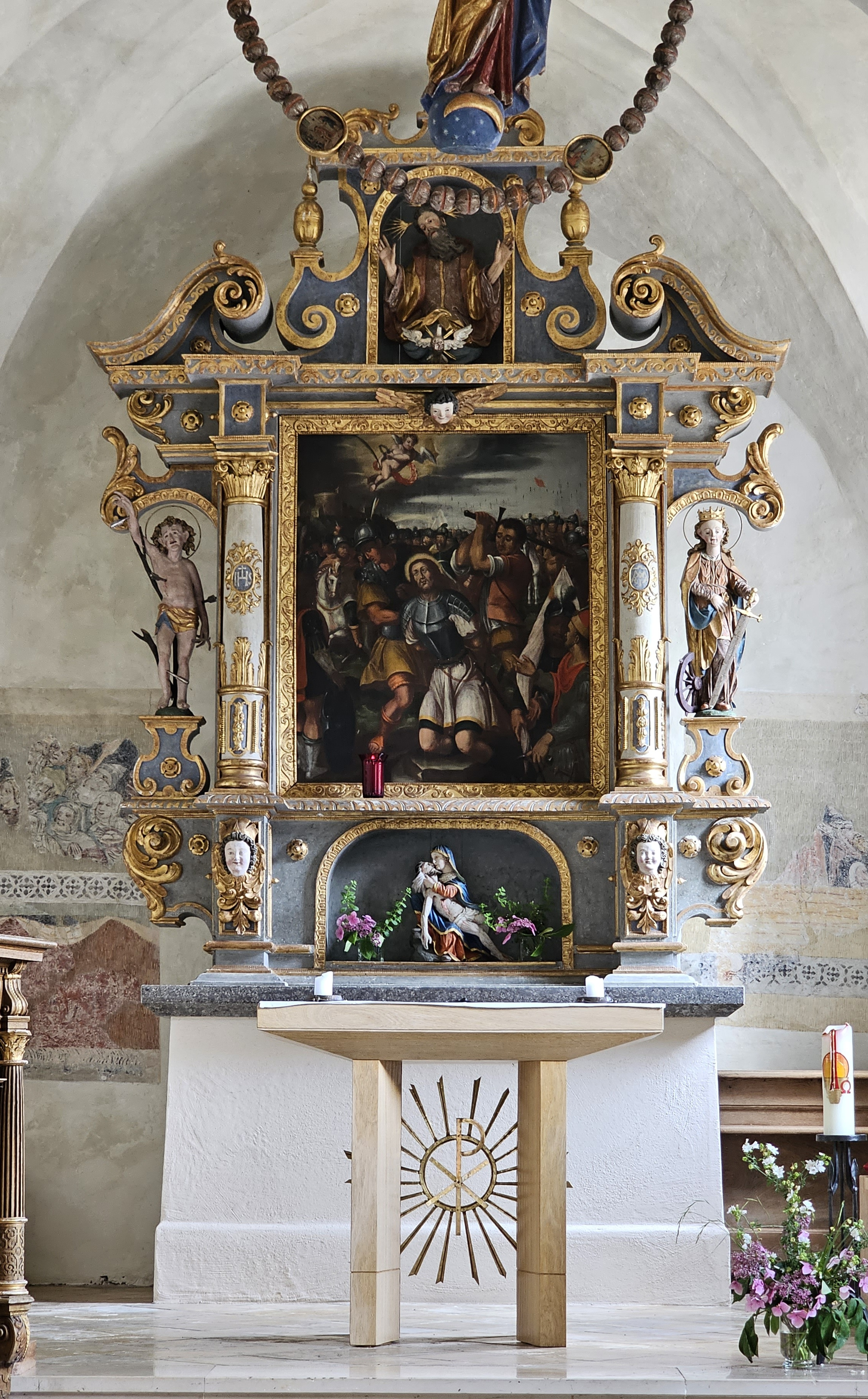
Hochaltar

An die geostete, gotische Saalkirche mit eingezogenem Chor ist östlich der Zwiebelturm angeschlossen.
Der Hochaltar enthält ein Gemälde des Martyriums des hl. Mauritius und darunter eine hölzerne Pietà. Am Chorbogen befindet sich eine Madonna mit Kind. Die Kanzel im Renaissance-Stil befand sich ursprünglich in der Wallfahrtskirche St. Leonhard im nahen Froschhausen und wurde 1716 nach Riedhausen gebracht.
Der Kreuzweg an der Südseite wurde von Alois und Sebastian Gege 1848 als Hinterglasmalerei geschaffen. Ebenfalls hinter Glas schuf Jakob Gege eine Serie der zwölf Apostel. Sechs davon wurden jedoch 1946 durch Blitzschlag zerstört.
Die Kirche verfügt über zwei Glocken, von denen eine aus der Zeit zwischen 1350 und 1380 stammt.